# Piazza Due Palme

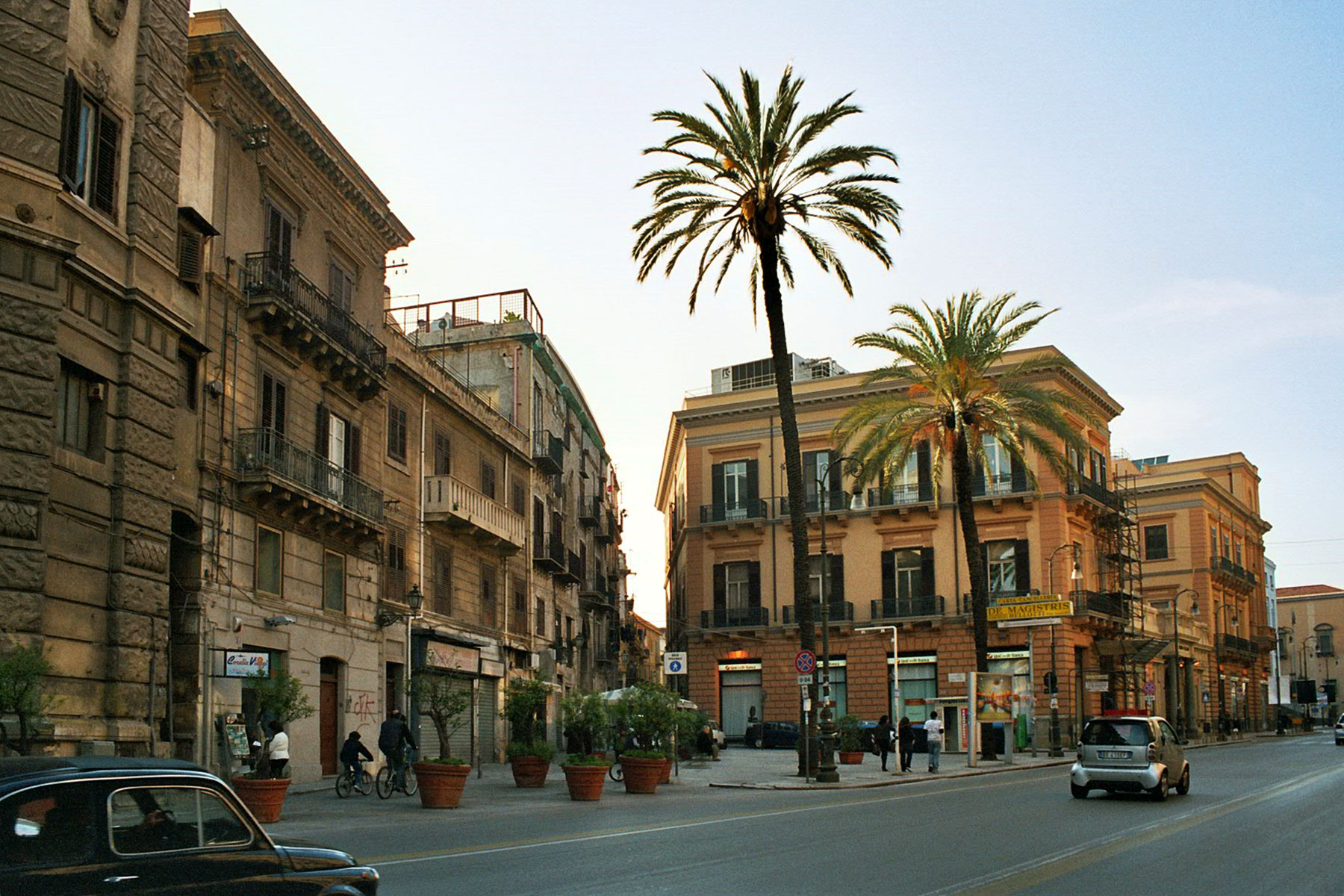
Piazza-Due-Palme in Palermo

Die Piazza Due Palme ist ein Plätzchen westlich der in Nord-Süd-Richtung verlaufenden Via Roma in Palermo. Von ihr zweigt die nach Nordwesten führende Via Monteleone ab.

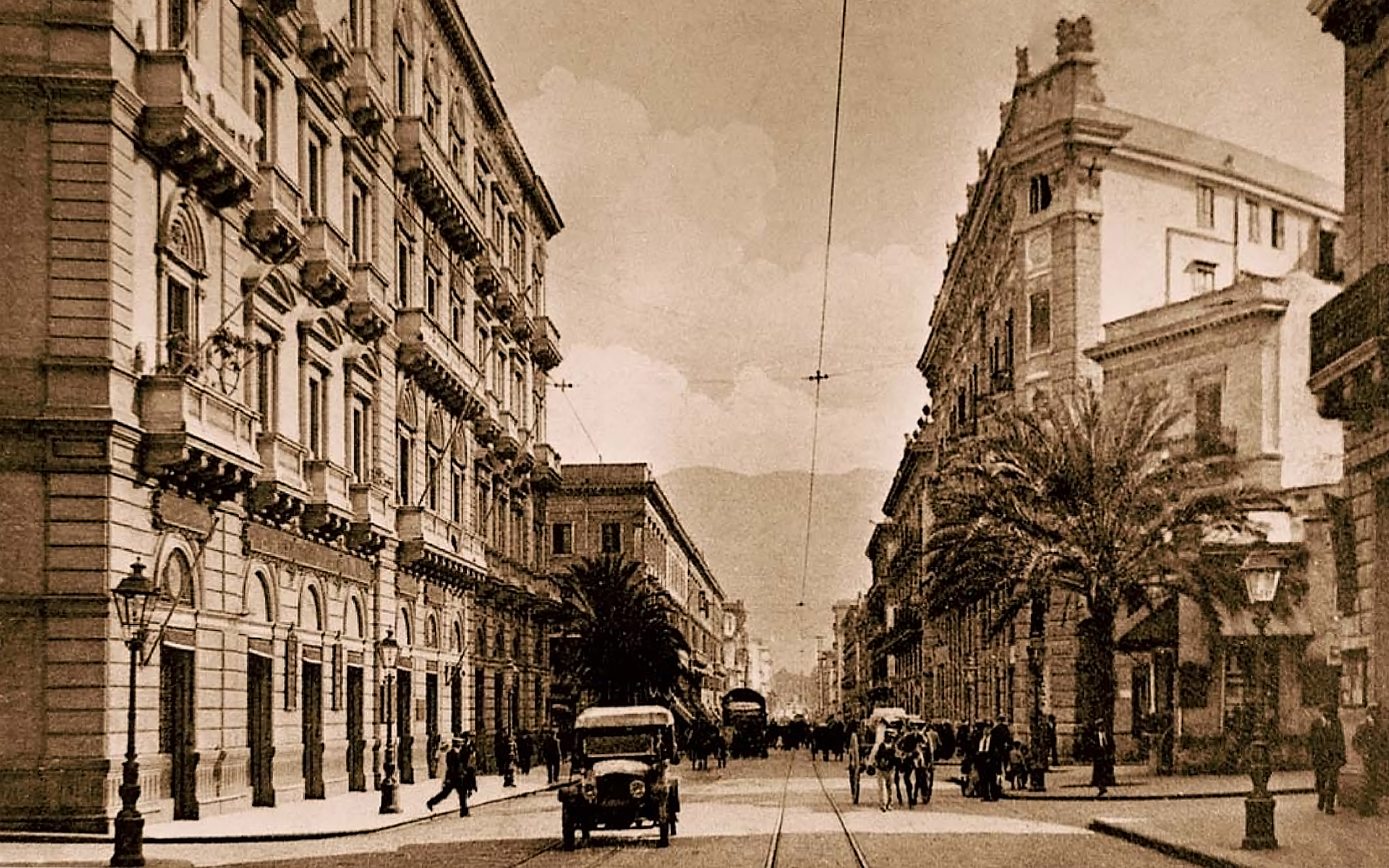
Via Roma mit Piazza Due Palme ca. 1906/07

Der dreieckige Platz entstand im Zuge des Baus der Via Roma, die den Hauptbahnhof mit ärmeren Stadtvierteln im Norden der Stadt verbindet. Wie viele andere Bauvorhaben, wurde die Via Roma nach dem Risorgimento angelegt, wobei viele kleinere Straßen weichen mussten. Entlang der neuen Prachtstraßen entstanden repräsentative Palazzi, die Verkehrsflächen zu den älteren Straßen wurden in Plätze umgewandelt. So auch die Piazza Due Palme, die von Anfang an Standort zweier Palmen war.
Nördlich angrenzend befindet sich der Palazzo Credito Italiano, südlich anschließend ältere Gebäude, teils noch aus der Renaissance. Auf der gegenüberliegenden Straßenseite befindet sich das moderne Einkaufszentrum der Warenhauskette La Rinascente. Der Platz besitzt in der Via Roma eine Bushaltestelle, die jedoch nach dem wichtigeren, schräg gegenüber liegenden Piazza San Domenico benannt ist, dort aber baulich keinen Platz findet.